# Lleteresa de bosc
La lleteresa de bosc o lletera de bosc (Euphorbia amygdaloides) és una espècie de planta perenne de la família euphorbiaceae, plantes conegudes en català generalment com a "lletereses".

## Distribució i hàbitat
És una planta de la zona eurasiàtica meridional, que inclou les latituds temperades d'Europa i de l'Àsia occidental.
La lleteresa de bosc es troba preferentment als boscos i boscos esclarissats caducifolis i també a les clarianes, matollars, bardisses i erms, de les zones muntanyenques. És una planta molt resistent que forma bruguera muntanyenca densa i es considera una mala herba quan envaeix els camps conreats i jardins. Contràriament a les altres lletereses que creixen a ple sol, la lleteresa de bosc prefereix ambients ombrívols. És una de les plantes de roureda.

## Descripció

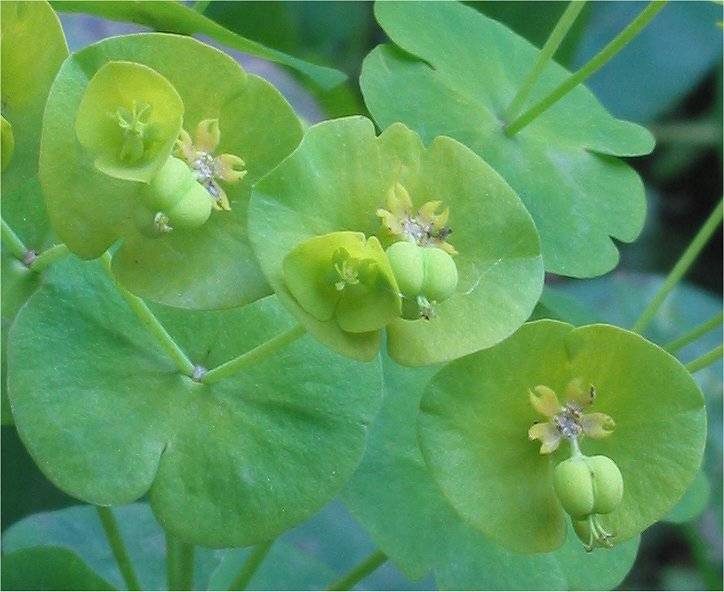
Detall de les flors de la lleteresa de bosc

És una planta herbàcia perennifòlia de color verd intens. La lleteresa de bosc té una tija morada molt poc llenyosa i pilosa cap a la corona. La tija no es ramifica i normalment queda desfullada a la part inferior, on queden les incisions de les fulles caigudes. És una de les lletereses de mida mitjana i creix normalment fins a una alçada d'entre 30 i 70 cm. Les fulles tenen forma d'ametlla, i d'aquí ve el seu nom llatí amygdaloides. A l'hivern prenen el color de la tija i es tornen morades.
A començaments de primavera la lleteresa de bosc fa una umbel·la terminal amb 5-11 radis i ciatis o flors laterals a la part alta de la tija. La lleterola de camp floreix de març a juliol. La inflorescència té les fulles de les bràctees molt amples i ovades. Són pol·linitzades pels himenòpters. Els nectaris, o glàndules nectaríferes, de la lleteresa de bosc són semicirculars i petits. A diferència de la lleteresa vera, són de color verd groguenc.
Els fruits són una càpsula tricoca puntejada que conté les llavors. Les llavors tenen la pell llissa i duen un elaiosoma eixint de la carúncula.

## Toxicitat
Com altres plantes similars del gènere eufòrbia la lleteresa de bosc produeix una resina blanca o làtex molt tòxica. Coneguda vulgarment com a llet s'utilitzava antigament com a metzina, com a laxant, com a antisèptic i per tractar verrugues a l'herboristeria tradicional.
A causa de les propietats irritants de la seva llet, aquesta planta es coneix també amb els noms de llet de bruixa i mal d'ulls, noms que comparteix amb altres lletereses similars.

## Paisatgisme

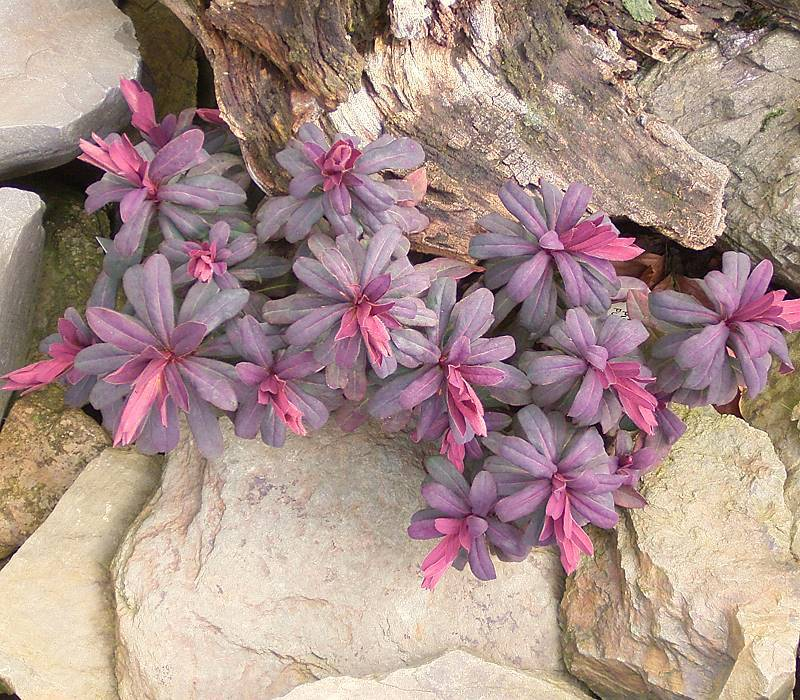
Lleteresa de bosc; varietat "purpúrea" de jardí.

Actualment la lleteresa de bosc és una planta d'interès paisatgístic que es fa servir com a planta ornamental als jardins de les urbanitzacions modernes.
Hi ha una varietat morada de la lleteresa de bosc, la varietat purpúrea, que és molt apreciada com a planta ornamental. És una planta ideal quan es vol un efecte de "flora local" del Mediterrani i es vol estalviar aigua, perquè és una planta agraïda i molt resistent. Les mates d'aquesta lleteresa queden força bé entre roques i al peu dels murs dels xalets.